# Antoine-René de Voyer de Paulmy
Antoine-René de Voyer de Paulmy, markiz d’Argenson (ur. 22 listopada 1722, zm. 13 sierpnia 1787 w Paryżu) – francuski dyplomata, członek zagraniczny Akademii Stanisława w Nancy od 1760 roku.
Jedyny syn Renégo Louisa de Voyer de Paulmy d’Argensona (zm. 1757). Nie należy go mylić z jego kuzynem – Markiem-Reném de Voyer de Paulmy hrabią d’Argenson (1721-1782), synem brata ojca – Marca-Pierre’a de Voyer, hrabiego d’Argenson.

## Kariera urzędnicza
Antoine René był adwokatem w Châtelet od 1742 i doradcą parlamentu paryskiego od 1744 roku. Od roku 1748 członek Akademii Francuskiej i Académie des inscriptions et belles-lettres.

## Kariera dyplomaty
Antoine-René de Voyer de Paulmy był ambasadorem Francji w Szwajcarii od 1748 do 1750. W latach 1751–1758 jego wuj Marc Pierre de Voyer zatrudniał go w ministerstwie wojny. Po 1758 roku powrócił do pracy w dyplomacji, jako; ambasador w Warszawie (1762-1764) i Wenecji (1766-1770).
16 marca 1764 Antoine-René de Voyer de Paulmy, markiz d’Argenson, jako ambasador francuski w Warszawie i poseł austriacki Florimont-Claude Mercy-Argenteau wygłosili deklarację, że Francja i Austria zaakceptują każdego kandydata na tronie polskim, choć po cichu chcieli by królem został zależny od nich Jan Klemens Branicki. Jednocześnie próbowali nawiązać kontakt z Czartoryskimi. Pomocnikiem d’Argensona w tych kontaktach miał być mianowany w 1764 konsul generalny Jean Antoine Monnet, dawny domownik Czartoryskich. Rezydent i agent „królewskiego sekretu” Pierre Hennin, rozmawiał wielokrotnie z Poniatowskim, jednak bez większych rezultatów.
Zwycięscy Czartoryscy pozbawili hetmana Branickiego władzy nad wojskiem, czego Austriacy i Francuzi chcieli uniknąć, by zachować wpływy w Rzeczypospolitej. 7 czerwca 1764 de Paulmy oświadczył prymasowi, że wraca do Francji, ponieważ „w Polsce nastąpiło rozdwojenie, a on nie może przebywać w jednej jej części”. Prymas-interrex Władysław Aleksander Łubieński, który spodziewał się podobnych słów i któremu poseł rosyjski Herman Karl von Keyserling miał nakazać grać ostro, odpowiedział, że wobec tego nie uważa on już de Paulmy’ego za ambasadora. Skutkiem czego Francuzi zlikwidowali swą placówkę dyplomatyczną w Warszawie. 9 czerwca opuścił ją Paulmy, a 16 lipca Hennin i Monnet. Na znak solidarności sojuszniczej, Warszawę opuścili także reprezentant Austrii – Florimont-Claude Mercy-Argenteau i Hiszpanii. Później kraje „systemu południowego” zwlekały z uznaniem Poniatowskiego.
W 1768 roku zakończył karierę i zamieszkał w Arsenale, gdzie zgromadził cenny księgozbiór. Sprzedał go za 412 tysięcy liwrów w 1785 roku hrabiemu d'Artois. Zbiory te wchodzą obecnie w skład kolekcji Biblioteki Arsenału. 

## Życie prywatne
Antoine-René de Voyer de Paulmy był też kanclerzem zakonu św. Ludwika i strażnikiem pieczęci (garde des sceaux).
Poślubił Suzanne Marguerite Fyot de la Marche (zm. 1784) z którą miał jedną córkę: Madeleine Susanne Adélaïde de Voyer d’Argenson (1752-1813), damę dworu, która w roku 1771 poślubiła Anne Charlesa Sigismonda de Montmorency-Luxembourga (1737-1803), księcia de Piney.